# Glencoe (Florida)
Glencoe ist  ein census-designated place (CDP) im Volusia County im US-Bundesstaat Florida. Das U.S. Census Bureau hat bei der Volkszählung 2020 eine Einwohnerzahl von 2.170 ermittelt.

## Geographie
Glencoe grenzt direkt an die Städte Port Orange und New Smyrna Beach und liegt dabei rund 30 km östlich von DeLand sowie etwa 70 km nordöstlich von Orlando. Der CDP wird von der Interstate 95 und der Florida State Road 44 tangiert.

## Demographische Daten
Laut der Volkszählung 2010 verteilten sich die damaligen 2582 Einwohner auf 1235 Haushalte. Die Bevölkerungsdichte lag bei 156,0 Einw./km². 96,3 % der Bevölkerung bezeichneten sich als Weiße, 1,0 % als Afroamerikaner, 0,1 % als Indianer und 0,6 % als Asian Americans. 0,7 % gaben die Angehörigkeit zu einer anderen Ethnie und 1,2 % zu mehreren Ethnien an. 2,2 % der Bevölkerung bestand aus Hispanics oder Latinos.
Im Jahr 2010 lebten in 25,0 % aller Haushalte Kinder unter 18 Jahren sowie 28,7 % aller Haushalte Personen mit mindestens 65 Jahren. 71,7 % der Haushalte waren Familienhaushalte (bestehend aus verheirateten Paaren mit oder ohne Nachkommen bzw. einem Elternteil mit Nachkomme). Die durchschnittliche Größe eines Haushalts lag bei 2,42 Personen und die durchschnittliche Familiengröße bei 2,74 Personen.
19,8 % der Bevölkerung waren jünger als 20 Jahre, 17,0 % waren 20 bis 39 Jahre alt, 37,8 % waren 40 bis 59 Jahre alt und 25,5 % waren mindestens 60 Jahre alt. Das mittlere Alter betrug 48 Jahre. 49,3 % der Bevölkerung waren männlich und 50,7 % weiblich.
Das durchschnittliche Jahreseinkommen lag bei 47.212 $, dabei lebten 17,1 % der Bevölkerung unter der Armutsgrenze.
Im Jahr 2000 war Englisch die Muttersprache von 98,95 % der Bevölkerung und spanisch sprachen 1,05 %.